# Герб Кот-д’Ивуара
Герб Кот-д’Ивуара в его текущей форме был принят в 2001 году.

## Символика
Центральный элемент эмблемы — голова слона. Слон символически важен для нации, так как это — распространённое животное в Кот-д’Ивуаре, источник слоновой кости, в честь и по имени чего названа страна и народ (берег слоновой кости). Восходящее солнце — традиционный символ нового начала. Ниже головы слона — лента содержит название государства на французском.

## История герба
|  | Герб Кот-д’Ивуар 2000—2001 |
|  | Герб Кот-д’Ивуар 1964—2000 |